# Hipposideros cineraceus
Hipposideros cineraceus — є одним з видів кажанів родини Hipposideridae.

## Поширення
Країни поширення: Індія, Індонезія, Лаос, Малайзія, М'янма, Пакистан, В'єтнам, Таїланд. Записаний на висотах від 62 до 1480 м над рівнем моря. Лаштує сідала в дуплах дерев і в печерах. Були виявлені групи до 30 особин. Дитинчата з'являються на світ після періоду вагітності в 180 днів.

## Загрози та охорона
Цей вид знаходиться під загрозою протягом більшої частини свого ареалу через вирубування лісів, як правило, в результаті лісозаготівель для перетворення земель в сільському господарстві і через поширення людських поселень. Він також стикається із загрозою через туризм. Записаний у кількох охоронних територіях.